# Michel Suleiman
Michel Suleiman (em árabe ميشال سليمان‎, — Amsheet, 21 de novembro de 1948) é um general libanês e foi presidente de seu país, de 25 de maio de 2008 até 25 de maio de 2014. 
As instituições governamentais libanesas estiveram paradas por dezoito meses devido a confrontos entre o gabinete apoiado pelos Estados Unidos e a oposição liderada pelo grupo paramilitar Hizbollah, quando Suleiman foi eleito presidente pelo parlamento do Líbano em 25 de maio de 2008, reativando o governo do país, que estava sem chefe de Estado desde novembro de 2007.
Suleiman é católico maronita.